# برگ‌امرودی
برگ‌امرودی، امرودی (نام علمی: Pyrola) نام یک سرده از تیره خلنگیان است. سرده‌ای از برگ‌اَمرودیان علفیِ همیشه‌سبز که بومی شمالگان و مناطق معتدل شمالی است